# پانداری بای
پانداری بای (انگلیسی: Pandari Bai؛ ۱۹۳۰ – ۲۹ ژانویه ۲۰۰۳) بازیگر اهل هند بود. وی بین سال‌های ۱۹۴۳ تا ۲۰۰۱ میلادی فعالیت می‌کرد.
از فیلم‌ها یا برنامه‌های تلویزیونی که وی در آن نقش داشته‌است می‌توان به الهه، بهار، پیغام، آن روز، زن برده، زن داداش، در دامان مادر، موجودات خارق‌العاده، هدیه، آن یک دقیقه، فوریت پلیس ۱۰۰ و پسر خدایی اشاره کرد.